# 바비 페레이라
바비 페레이라(Barbie Ferreira, 1996년 12월 14일 ~ )는 미국의 배우, 모델이다. HBO 드라마 《유포리아》의 캣 헤르난데즈 역으로 전 세계적으로 이름을 알렸다.

## 출연 작품

### 영화
- 언프레그넌트 (2020)
- 놉 (2022) - 네시 역

### 텔레비전
- 유포리아 (2019-2022) - 캐서린 "캣" 헤르난데즈 역